# 鈴木勇斗
鈴木 勇斗（すずき ゆうと、2000年3月17日 - ）は、鹿児島県日置市出身のプロ野球選手（投手・育成選手）。左投左打。阪神タイガース所属。

## 経歴

### プロ入り前
日置市立吉利小学校4年生から野球を始める。日置市立日吉中学校時代は串木野黒潮に所属。
鹿屋中央高校では2年秋からエース。3年夏の鹿児島県大会では準々決勝の鹿児島城西高校戦で3安打完封勝利を挙げた。準決勝の鹿児島高校戦では延長サヨナラ負けを喫しベスト4で敗退。甲子園出場はなし。
創価大学では2年春からリーグ戦に登板。3年秋には防御率1.72、4勝を記録しMVP、最優秀投手、ベストナインの3冠を獲得した。同年の関東地区大学野球選手権大会では2回戦の国際武道大学戦で3失点完投勝利を挙げるなどの活躍で準優勝に貢献。4年春の杏林大学戦では自身リーグ戦初の完封勝利、4年秋の東京国際大学戦では無四球完投勝利を挙げた。
2021年のドラフト会議で阪神タイガースから2位指名を受けた。11月12日、契約金7000万円、年俸1200万円で入団に合意した（金額は推定）。背番号は28。担当スカウトは吉野誠。

### 阪神時代
2022年、2月15日にプロ入り後初の初めてシート打撃に登板し打者5人中、佐藤輝、高寺、熊谷に3者連続四球。投じた21球中、ボールが16球と制球に苦しみ矢野監督にベンチで声をかけられた際、悔し涙を流した。監督は「この悔しさが出発点でいい」と語っている。シーズン通して一軍出場は無く、ウエスタン・リーグでも13試合に登板したが防御率8.06と結果を残すことができなかった。
2023年シーズンは一軍昇格なし。二軍のウエスタン・リーグでは先発ローテーションに定着し21試合の登板で5勝2敗、防御率3.69の成績で、11月4日、100万円ダウンの推定年俸1000万円（金額は推定）で契約更改した。11月下旬からは台湾で行われたアジア・ウィンター・リーグに出場した。
2024年も一軍登板はなく、ファームでは16試合の登板で0勝3敗、防御率4.62の成績だった。戦力外通告の発表はなかったが、12月2日に自由契約となり、同11日に、200万円減となる推定年俸800万円で、育成選手として再契約を結んだ。背番号は121となる。

## 選手としての特徴
クレイトン・カーショウを参考にしたボールに出どころが見えづらい2段モーションの投球フォームから最速152km/hのストレートとスライダー、カーブ、チェンジアップ、ツーシームを投げる。
大学時代は左打者に強く「追い込んだらスライダーなど、外に逃げる変化球を投げていたらある程度抑えられていた」と話したが、プロ野球では「外ばっかりだと簡単に打たれてしまうと思っているので、内の勝負が必要になる」と新球習得に意欲をみせている。

## 人物
高校3年時に亜細亜大学野球部の練習を見学した際に髙橋遥人と知り合い、言葉を交わしたことがあるという。ドラフト指名を受けた際には、目標とする選手として髙橋の名を挙げた。
乃木坂46のファンであり、好きなメンバーには大園桃子を挙げている。
島津義弘に感銘を受けており、島津の生き様を選手としてのモチベーションにしている。

## 詳細情報

### 背番号
- 28（2022年 - 2024年）
- 121（2025年 - ）

### 登場曲
- 「One More Time」AK-69（2022年）
- 「スター・ウォーズのテーマ」（2023年 - ）